# Dammstraße (Weißenfels)

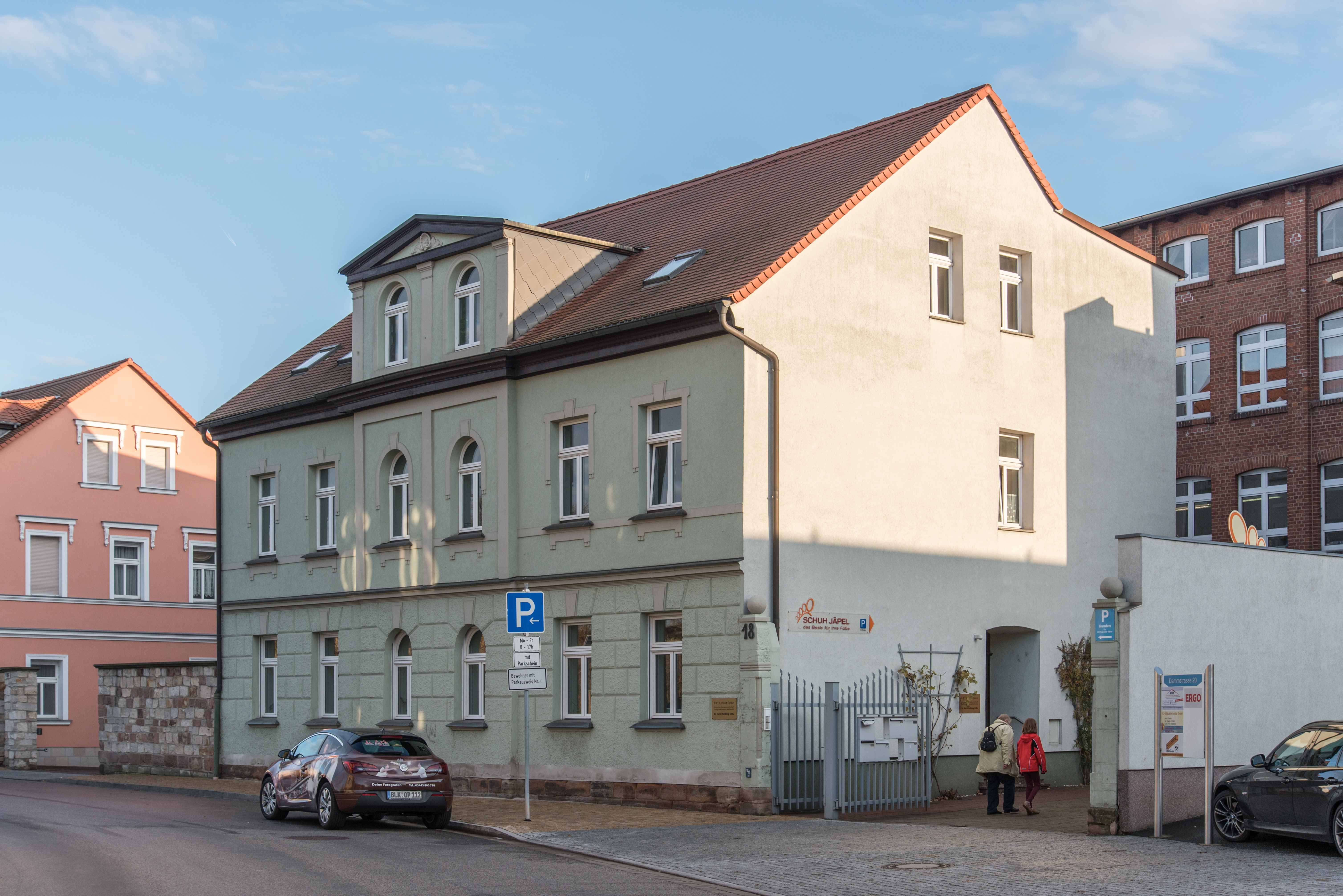
Dammstraße in Weißenfels

Die Dammstraße umfasst einen Denkmalbereich und zwei Einzeldenkmäler in der Stadt Weißenfels in Sachsen-Anhalt. Im örtlichen Denkmalverzeichnis sind der Denkmalbereich und die Einzeldenkmäler verzeichnet.

## Allgemeines
Die Dammstraße in Weißenfels verläuft parallel zur etwas nördlich fließenden Saale. Die Dammstraße ist heute aufgrund ihrer Breite eine Einbahnstraße.

## Denkmalbereich
Der unter Denkmalschutz stehende Straßenzug umfasst die Hausnummern 18, 21, 25, 27, 29, 31, 33, 35, 37 und 39. Obwohl die Hausnummern 18, 21, 33 und 39 zum Denkmalbereich gehören, stehen sie auch noch einmal gesondert unter Denkmalschutz.

## Einzeldenkmal
Neben dem Denkmalbereich stehen in der Straße auch einige Einzeldenkmäler.
- Hausnummer 2, Wohn- und Geschäftshaus
- Hausnummer 7, Wohn- und Geschäftshaus